# Melisa Ferhatovic
Melisa Ferhatovic (* 2000) ist eine schwedische Schauspielerin.
Sie wurde 2000 geboren. Ihr Fernsehschauspieldebüt gab sie 2021 in einer Episode der Fernsehserie Thin Blue Line. Im selben Jahr verkörperte sie die Rolle der Vera in der Serie La Tormenta Sueca. 2023 spielte Ferhatovic in der Netflixserie Die Lüge eine der Hauptrollen.

## Filmografie
- 2021: Thin Blue Line
- 2021: La Tormenta Sueca
- 2023: Die Lüge